# Plantain des sables
Plantago scabra
Espèce
Classification phylogénétique
Plantago scabra, le Plantain des sables, Plantain scabre ou herbe aux puces est une plante herbacée de la famille des Plantaginaceae. Elle pousse dans les endroits sablonneux comme les lits de rivières asséchés.

## À propos du nom scientifique
Les auteurs sont généralement d'accord pour considérer trois noms scientifiques comme synonymes :
- Plantago arenaria Waldst. & Kit. 1801
- Plantago scabra Moench 1794
- Plantago psyllium  L. 1753

Néanmoins, ils ne s'accordent pas clairement sur lequel choisir comme valide.
Selon la loi d'antériorité, Plantago psyllium  L. 1753 pourrait être choisi. Cependant ce nom est ambigu car il ne doit pas être confondu avec Plantago psyllium non auct. L. (1753), sensu L. (1762) (c'est-à-dire une seconde description non valide faite par Linné avec le même nom mais pour ce qui était en fait une autre espèce : Plantago afra)

## Description

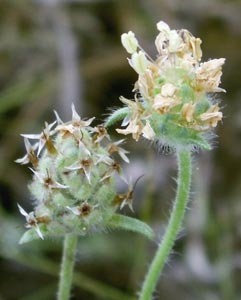
Inflorescence

### Caractéristiques
Organes reproducteurs
La floraison a lieu d'avril à juin sur le littoral méditerranéen.
- Couleur dominante des fleurs : blanc
- Inflorescence : épi simple
- Sexualité : hermaphrodite
- Pollinisation : anémogame

Graine
- Fruit : akène
- Dissémination : barochore

Habitat et répartition
- Habitat type : friches annuelles, subnitrophiles, médioeuropéennes, des sols sablo-graveleux
- Aire de répartition : eurasiatique

Données d'après : Julve, Ph., 1998 ff. - Baseflor. Index botanique, écologique et chorologique de la flore de France. Version : 23 avril 2004.